# Accra Sports Stadium
L'Accra Sports Stadium, già noto come Ohene Djan Stadium, è un impianto sportivo polivalente situato ad Accra, in Ghana. Lo stadio ospita prevalentemente incontri di calcio e gare di atletica leggera. Inaugurato nel 1960, possiede una capacità approssimativa di 40 000 spettatori.
Chiamato Accra Sports Stadium fino al 2004, cambiò nome in Ohene Djan Stadium, per poi tornare alla denominazione originaria nel 2011. Ospita le partite casalinghe del Great Olympics e dell'Hearts of Oak e talvolta della Nazionale di calcio del Ghana.

## Storia
Lo stadio fu inaugurato nel 1960 con il nome di Accra Sports Stadium. Nel 1978 fu scelto come sede di alcune partite della Coppa d'Africa. Nell'impianto si giocarono 9 incontri, tra cui la finale che incoronò per la terza volta il Ghana campione d'Africa.
In occasione della Coppa delle nazioni africane 2000, edizione organizzata congiuntamente con la Nigeria, lo stadio ospitò 9 incontri, tra cui la partita inaugurale che vide i padroni di casa pareggiare con il Camerun (1-1).
Il 9 maggio 2001 lo stadio fu teatro della più grande tragedia sportiva della storia dell'Africa. Durante la sfida tra le due maggiori squadre del Ghana, Hearts of Oak e Asante Kotoko, 127 persone morirono soffocate negli scontri tra tifosi e forze dell'ordine.
Nel 2004 l'impianto fu intitolato a Ohene Djan, primo direttore sportivo del paese, scelta che fu abbastanza controversa e osteggiata da molti nella comunità di Accra.
Nel 2007, in occasione dell'edizione 2008 della Coppa d'Africa, l'impianto fu ricostruito e modernizzato per soddisfare gli standard della FIFA. I lavori terminarono nell'ottobre dello stesso anno e lo stadio fu inaugurato con un quadrangolare (Zenith Bank Cup) vinto dal Ghana. Scelto come una delle quattro sedi per la Coppa d'Africa, nel 2008 ospitò 9 incontri, tra cui la finale fra Camerun ed Egitto, terminata con la vittoria dei Faraoni per 1-0.
La controversie sul nome dello stadio continuarono negli anni, fino a quando, il 16 giugno 2011, l'insegna Ohene Djan Stadium sull'impianto fu sostituita con Accra Sports Stadium, senza alcun annuncio ufficiale. L'indomani fu confermato il cambio di denominazione ufficiale in Accra Sports Stadium.

## Incontri internazionali

### Coppa delle Nazioni Africane 1978
| Data          | Incontro             | Risultato | Fase del torneo | Spettatori |
| ------------- | -------------------- | --------- | --------------- | ---------- |
| 5 marzo 1978  | Ghana - Zambia       | 2-1       | Gruppo A        | 50 000     |
| 5 marzo 1978  | Nigeria - Alto Volta | 4-2       | Gruppo A        | 50 000     |
| 8 marzo 1978  | Zambia - Alto Volta  | 2-0       | Gruppo A        | 60 000     |
| 8 marzo 1978  | Nigeria - Ghana      | 1-1       | Gruppo A        | 60 000     |
| 10 marzo 1978 | Zambia - Nigeria     | 0-0       | Gruppo A        | 25 000     |
| 10 marzo 1978 | Ghana - Alto Volta   | 3-0       | Gruppo A        | 25 000     |
| 14 marzo 1978 | Ghana - Tunisia      | 1-0       | Semifinali      | 10 000     |
| 16 marzo 1978 | Nigeria - Tunisia    | 2-0       | Finale 3º posto | 40 000     |
| 16 marzo 1978 | Ghana - Uganda       | 2-0       | Finale          | 40 000     |

### Coppa delle Nazioni Africane 2000
| Data             | Incontro                 | Risultato    | Fase del torneo  | Spettatori |
| ---------------- | ------------------------ | ------------ | ---------------- | ---------- |
| 22 gennaio 2000  | Ghana - Camerun          | 1-1          | Gruppo A         | 45 000     |
| 24 gennaio 2000  | Costa d'Avorio - Togo    | 1-1          | Gruppo A         | 13 000     |
| 27 gennaio 2000  | Ghana - Togo             | 2-0          | Gruppo A         | 30 000     |
| 28 gennaio 2000  | Camerun - Costa d'Avorio | 3-0          | Gruppo A         | 5 000      |
| 31 gennaio 2000  | Ghana - Costa d'Avorio   | 0-2          | Gruppo A         | 40 000     |
| 2 febbraio 2000  | RD del Congo - Gabon     | 0-0          | Gruppo B         | 2 000      |
| 6 febbraio 2000  | Ghana - Tunisia          | 2-1          | Quarti di finale | 15 000     |
| 10 febbraio 2000 | Nigeria - Tunisia        | 3-0          | Semifinali       | 6 000      |
| 12 febbraio 2000 | Ghana - Uganda           | 6-5 (d.c.r.) | Finale 3º posto  | 1 000      |

### Coppa delle Nazioni Africane 2008
| Data             | Incontro              | Risultato | Fase del torneo  | Spettatori |
| ---------------- | --------------------- | --------- | ---------------- | ---------- |
| 20 gennaio 2008  | Ghana - Guinea        | 2-1       | Gruppo A         | 35 000     |
| 21 gennaio 2008  | Namibia - Marocco     | 1-5       | Gruppo A         | 2 000      |
| 24 gennaio 2008  | Guinea - Marocco      | 3-2       | Gruppo A         | 15 000     |
| 24 gennaio 2008  | Ghana - Namibia       | 1-0       | Gruppo A         | 45 000     |
| 28 gennaio 2008  | Ghana - Marocco       | 2-0       | Gruppo A         | 40 000     |
| 29 gennaio 2008  | Costa d'Avorio - Mali | 3-0       | Gruppo B         | 20 000     |
| 3 febbraio 2008  | Ghana - Nigeria       | 2-1       | Quarti di finale | 45 000     |
| 7 febbraio 2008  | Ghana - Camerun       | 0-1       | Semifinali       | 40 000     |
| 10 febbraio 2008 | Camerun - Egitto      | 0-1       | Finale           | 50 000     |